# Mehetia
Mehetia vagy Meetia egy vulkanikus sziget a Szél felőli szigetcsoportban, amely a Társaság-szigetekhez tartozik Francia Polinéziában. Ez a csendes-óceáni sziget egy nagyon fiatal aktív rétegvulkán 110 km-re keletre a Tahiti Taiarapu-félszigettől. A Teahitia-Mehetia tenger alatti vulkán lánchoz tartozik. A sziget lakatlan és nincs rajta számottevő növényzet sem. A vízfelszín alatti lankán azonban életben gazdag a víz egy kis korall zátony körül.
A sziget területe 2,3 km², a legmagasabb pontja 435 méter. Mehetia jól körülhatárolható vulkanikus kráterének közepe igen aktív forró pont. 1981-ben a sziget földrengések középpontja volt.

## Története
Mehetia egy hotspot vulkán, amelyből egykor Tahiti szigete is keletkezett. Tahitin ugyan már régen nincs működő vulkán, Mehetia tőle úszott el keletre, amely azért nagy teljesítmény, mert a tenger nagyon mély errefelé. Sokáig tart a hotspotnak mire szigetet tud építeni. Polinéz elbeszélések szerint a vulkán legutoljára az 1700-as években tört ki. Annak ellenére, hogy a vulkán lávája bazaltos, mégsem nevezhető pajzsvulkánnak, ami főleg annak a javára írható, hogy még nincs teljesen kifejlődve. A sziget apró mérete miatt a láva gyorsan belefolyik a vízbe, így a lávafolyások mellett Stromboli jellegű kitörései is akadtak a múltban.
Mehetia szigetét először a spanyol Domingo de Boenechea hajós pillantotta meg 1772. november 6-án, az Aguila nevű hajó fedélzetén. A szigetnek a "San Cristóbal" nevet adta. A második európai Samuel Wallis volt, aki erre vetődött hajójával 1767-ben.

## Lásd még
- Tahiti guvat